# Éléments de géométrie algébrique
Los Éléments de géométrie algébrique ("Elementos de geometría algebraica ") de Alexander Grothendieck (asistido por Jean Dieudonné), o EGA para abreviar, es un tratado riguroso, en francés, sobre geometría algebraica que fue publicado (en ocho partes o fascículos) de 1960 a 1967 por el Institut des Hautes Études Scientifiques. En él, Grothendieck estableció los fundamentos sistemáticos de la geometría algebraica, basándose en el concepto de esquemas, que él mismo definió. La obra se considera ahora la primera piedra y la referencia básica de la geometría algebraica moderna.

## Ediciones
Inicialmente se planearon trece capítulos, pero sólo se publicaron los primeros cuatro (para un total de aproximadamente 1500 páginas). Gran parte del material que se habría encontrado en los siguientes capítulos se puede encontrar, en una forma menos pulida, en el Séminaire de géométrie algébrique (conocido como SGA). De hecho, como explica Grothendieck en el prefacio de la versión publicada de SGA, en 1970 había quedado claro que incorporar todo el material planeado en EGA requeriría cambios significativos en los capítulos anteriores ya publicados y que, por lo tanto, las perspectivas de completar EGA a corto plazo fueron limitados. Un ejemplo obvio lo proporcionan las categorías derivadas, que se convirtieron en una herramienta indispensable en los volúmenes posteriores de SGA, pero que aún no se utilizaron en EGA III porque la teoría aún no estaba desarrollada en ese momento. Por lo tanto, se dedicó un esfuerzo considerable a lograr que los volúmenes SGA publicados alcanzaran un alto grado de integridad y rigor. Antes de que se abandonara el trabajo sobre el tratado, entre 1966 y 1967 había planes para ampliar el grupo de autores para incluir a los estudiantes de Grothendieck, Pierre Deligne y Michel Raynaud, como lo demuestra la correspondencia publicada entre Grothendieck y David Mumford.  La carta de Grothendieck del 4 de noviembre de 1966 a Mumford también indica que la estructura revisada de la segunda edición ya estaba en vigor en ese momento, y que el Capítulo VIII ya estaba destinado a cubrir el esquema Picard. En esa carta estimaba que, al ritmo de redacción hasta ese momento, los siguientes cuatro capítulos (V a VIII) habrían tardado ocho años en completarse, lo que indica una extensión prevista comparable a la de los primeros cuatro capítulos, que se habían estado preparando para unos ocho años en ese momento.
Sin embargo, Grothendieck escribió una versión revisada de EGA I que fue publicada por Springer-Verlag . Actualiza la terminología, reemplazando "presquema" por "esquema" y "esquema" por "esquema separado", y enfatiza en gran medida el uso de functores representables. El nuevo prefacio de la segunda edición también incluye un plan ligeramente revisado del tratado completo, ahora dividido en doce capítulos.
El EGA V de Grothendieck, que trata los teoremas de tipo Bertini, está disponible hasta cierto punto en el sitio web de Grothendieck Circle. Monografie Matematyczne en Polonia aceptó este volumen para su publicación, pero el proceso de edición es bastante lento (a partir de 2010). James Milne ha conservado algunas de las notas originales de Grothendieck y una traducción de las mismas al inglés. Es posible que estén disponibles en sus sitios web relacionados con la Universidad de Michigan en Ann Arbor.
Además de los capítulos propiamente dichos, se dividió un extenso "Capítulo 0" sobre varios preliminares entre los volúmenes en los que apareció el tratado. Los temas tratados van desde la teoría de categorías, la teoría de la gavilla y la topología general hasta el álgebra conmutativa y el álgebra homológica. La parte más larga del Capítulo 0, anexa al Capítulo IV, tiene más de 200 páginas.
Grothendieck nunca dio permiso para que se republicara la segunda edición de EGA I, por lo que las copias son raras pero se encuentran en muchas bibliotecas. El trabajo sobre EGA se vio finalmente interrumpido por la salida de Grothendieck, primero del IHÉS en 1970 y poco después del establishment matemático. Las notas incompletas de Grothendieck sobre EGA V se pueden encontrar en Grothendieck Circle.
En términos históricos, el desarrollo del enfoque EGA marcó el sello de la aplicación de la teoría de la gavilla a la geometría algebraica, iniciada por el artículo básico de Serre, FAC. También contenía la primera exposición completa del enfoque algebraico del cálculo diferencial, a través de partes principales. La unificación fundamental que propuso (ver, por ejemplo, teorías unificadoras en matemáticas) ha resistido la prueba del tiempo.
EGA ha sido escaneado por NUMDAM y está disponible en su sitio web en "Publications mathématiques de l'IHÉS", volúmenes 4 (EGAI), 8 (EGAII), 11 (EGAIII.1re), 17 (EGAIII.2e), 20 (EGAIV .1re), 24 (EGAIV.2e), 28 (EGAIV.3e) y 32 (EGAIV.4e).